# Sjoelaveri-Sjomoecultuur
De Sjoelaveri-Sjomoecultuur (Georgisch: შულავერი - შომუთეფეს კულტურა) is een laat-neolithische tot kopertijdcultuur van het mid-6e tot vroeg-5e millennium v.Chr. op het grondgebied van het huidige Georgië , Azerbeidzjan en het Armeens Hoogland. De Sjoelaveri-Sjomoecultuur begon na de Mesocco-koudeperiode van rond 6200 tot 5800 v.Chr. 
Omstreeks 6000-4200 v.Chr. gebruikten de Sjoelaveri-Sjomoe en andere culturen van de Zuidelijke Kaukasus het lokale obsidiaan voor gereedschapsproductie, hield dieren zoals runderen en varkens, en teelde gewassen, waaronder de druif. Veel van de kenmerkende eigenschappen van de materiële cultuur (ronde adobe-architectuur, plastisch gedecoreerd aardewerk, antropomorfe figurines, een obsidiaanindustrie met de nadruk op de productie van lange prismatische bladen) worden verondersteld hun oorsprong te hebben in het neolithicum in Zuidwest-Azië (Hassunacultuur, Halafcultuur).
De Sjoelavericultuur werd opgevolgd door de Koera-Araxescultuur van ca. 4000 - 2200 v.Chr., en had nauwe relatie met de latere midden-bronstijd Trialeticultuur (ca. 3000-1500 v.Chr.). De Sioni-Tsopi-Gintsjicultuur van Oost-Georgië vertegenwoordigt mogelijk een overgang van de Sjoelaveri naar het Koera-Araxes cultureel complex.